# Шерил Свупс
Шерил Денис Свупс (енгл. Sheryl Denise Swoopes; Браунфилд, 25. март 1971) је бивша америчка кошаркашица која је играла кошарку у оквиру Женске националне кошаркашке асоцијације. Три пута је бирана у МВП Женске националне кошаркашке асоцијације. Са женском кошаркашком репрезентацијом Сједињених Држава, освојила је три олимпијска злата, два злата и две бронзе на Светском првенство у кошарци за жене и једну златну медаљу на Играма добре воље. Њено име је 2017. године уметнуто у Женску кошаркашку дворану славних.

## Детињство и младост
Шерил Свипс рођена је у Браунфилду у Тексасу. Свупс је одгајила њена мајка Луис Свупс, а поред ње има још три сина, који такође играју кошарку. Почела је да се такмичи са седам година у локалној дечијој лиги под називом Little Bribblers. Након тога играла је кошарку и у средњој школи Бронфилд.

## Кошарка на колеџу
Свупсова је прво уписала Тексашки универзитет, а након кратког времена је напустила школу и кренула да игра у South Plains College. Након две године играња у тој школи, Свупсова је прешла у Универзитет Тексас.
Свупсова је, 1993. године, освојила NCAA женски кошаркашки шампионат са тимом Тексашког универзитета, Лејди Рајдес, за време њене сениорске каријере. Свупсова је 2010. године такође играла у NCAA женском кошаркашком шампионату и ту поставила велики број рекода. Поостигла је 53. поена, 13. марта 1993. године у утакмици противе Тексас Лонгхорнса, док је у сезони 1993. године постигла 955. поена.

## Статистика на колеџу
| Година   | Тим        | ОУ | Поени | ПШ%   | 3П%   | СБ%   | СПУ | АПУ | УПУ | БПУ | ППУ  |
| -------- | ---------- | -- | ----- | ----- | ----- | ----- | --- | --- | --- | --- | ---- |
| 1992     | Тексас Теч | 32 | 690   | 50.3% | 41.0% | 80.8% | 8.9 | 4.8 | 3.4 | 1.0 | 21.6 |
| 1993     | Тексас Теч | 34 | 955   | 54.6% | 41.0% | 86.8% | 9.2 | 4.1 | 3.4 | 1.0 | 28.1 |
| Каријера |            | 66 | 1645  | 52.7% | 41.0% | 84.4% | 9.0 | 4.4 | 3.4 | 1.0 | 24.9 |

## WNBA каријера
Свупсова је 1997. године почела да игра за Хјустон Кометсе у оквиру женске националне кошаркашке асоцијације. Након порођаја била је одсутна само шест недеља и вратила се да игра последње три утакмице у сезони WNBA и водила својим тим до финала шампионата. Као члан Хјустон Кометса постигла је преко 2.000 поена у каријери, забележила 500 скокова, 300 асистенција и 200 украдених лопти. Свупсова је други играч у WNBA која је освојила три пута награду за најбољег играча лиге (2000, 2002, 2003), док је са својим тимом Хјустон Кометсом четири пута била шампион (1997–2000).
Освојила је три златне медаље са женском кошаркашком репрезентацијом Сједињених Држава на  Летњим олимпијским играма 1996, 2000 и 2004. године. Такође, са репрезентацијом Сједињених Држава освојила је две златне медаље на Светском првенству у кошарци за жене, 1998. и 2000. године и две бронзане медаље 1994. и 2006. године.
3. марта 2008. године Свупсова је након 11. година играња за Хјустон Кометсе и почела да игра за Ситл Сторм у којем је остала до 3. фебруара 2009. године. Два дана пре њеног 40. рођендана заиграла је за Тулс Шок. Током сезоне 2011. године у WNBA проглашена је међу 15 најбољих играчица у историји WNBA.

## Приватан живот
Свупсова је била удата од јуна 1995. до 1999. године. Има сина Џордана Ерика Џексона који је рођен 1997. године. У октобру 2005. године признала је да је лезбијка. Она и њена партнерка Алиса Скот одгајиле су Свусовог сина. Пар је раскинуо 2011. године, а Свупсова се након тога верила са Крис Унлесо, дугугодишњом пријатељицом.

## WNBA статистика каријере

### Статистика током сезоне
| † | Година када је Свупсова освојила WNBA шампионат |

| Сезона   | Екипа             | ОУ  | СУ  | МПУ  | ПШ%  | 3П%  | СБ%   | СПУ | АПУ | УПУ | БПУ | ППУ  |
| -------- | ----------------- | --- | --- | ---- | ---- | ---- | ----- | --- | --- | --- | --- | ---- |
| 1997†    | Хјустом Кометс    | 9   | 0   | 14.3 | .472 | .250 | .714  | 1.7 | 0.8 | 0.8 | 0.4 | 7.1  |
| 1998†    | Хјустом Кометс    | 29  | 29  | 32.3 | .427 | .360 | .826  | 5.1 | 2.1 | 2.5 | 0.5 | 15.6 |
| 1999†    | Хјустом Кометс    | 32  | 32  | 34.4 | .462 | .337 | .820  | 6.3 | 4.0 | 2.4 | 1.4 | 18.3 |
| 2000†    | Хјустом Кометс    | 31  | 31  | 35.2 | .506 | .374 | .821  | 6.3 | 3.8 | 2.8 | 1.1 | 20.7 |
| 2002     | Хјустом Кометс    | 32  | 32  | 36.1 | .434 | .288 | .825  | 4.9 | 3.3 | 2.8 | 0.7 | 18.5 |
| 2003     | Хјустом Кометс    | 31  | 30  | 35.0 | .406 | .304 | .887  | 4.6 | 3.9 | 2.5 | 0.8 | 15.6 |
| 2004     | Хјустом Кометс    | 31  | 31  | 34.5 | .422 | .308 | .856  | 4.9 | 2.9 | 1.5 | 0.5 | 14.8 |
| 2005     | Хјустом Кометс    | 33  | 33  | 37.1 | .447 | .360 | .850  | 3.6 | 4.3 | 2.0 | 0.8 | 18.6 |
| 2006     | Хјустом Кометс    | 31  | 31  | 35.8 | .413 | .278 | .764  | 5.9 | 3.7 | 2.1 | 0.3 | 15.5 |
| 2007     | Хјустом Кометс    | 3   | 3   | 35.3 | .360 | .143 | 1.000 | 5.7 | 3.7 | 1.7 | 0.3 | 7.7  |
| 2008     | Ситл Сторм        | 29  | 25  | 24.3 | .391 | .222 | .695  | 4.3 | 2.1 | 1.5 | 0.3 | 7.1  |
| 2011     | Тулса Шок         | 33  | 28  | 29.9 | .398 | .319 | .870  | 4.1 | 2.3 | 0.8 | 0.3 | 8.2  |
| Каријера | 12 година, 3 тима | 324 | 205 | 32.7 | .436 | .316 | .825  | 4.9 | 3.2 | 2.0 | 0.7 | 15.0 |

### Плеј-оф
| Сезона   | Екипа            | ОУ | СУ | МПУ  | ПШ%  | 3П%  | СБ%  | СПУ  | АПУ | УПУ | БПУ | ППУ  |
| -------- | ---------------- | -- | -- | ---- | ---- | ---- | ---- | ---- | --- | --- | --- | ---- |
| 1997†    | Хјустом Кометс   | 2  | 0  | 7.0  | .000 | .000 | .000 | 1.5  | 0.0 | 0.0 | 0.5 | 0.0  |
| 1998†    | Хјустом Кометс   | 5  | 5  | 37.6 | .443 | .278 | .933 | 10.0 | 5.2 | 1.8 | 1.4 | 14.6 |
| 199†     | Хјустом Кометс   | 6  | 6  | 36.0 | .358 | .308 | .929 | 3.7  | 1.2 | 2.3 | 0.5 | 14.7 |
| 2000†    | Хјустом Кометс   | 6  | 6  | 36.7 | .471 | .471 | .793 | 5.7  | 3.2 | 2.8 | 0.0 | 18.8 |
| 2002     | Хјустон Кометс   | 3  | 3  | 42.3 | .397 | .333 | .800 | 7.3  | 5.7 | 4.0 | 0.7 | 24.3 |
| 2003     | Хјустом Кометс   | 3  | 3  | 36.7 | .435 | .100 | .938 | 6.3  | 4.3 | 1.3 | 0.7 | 18.7 |
| 2005     | Хјустом Кометс   | 5  | 5  | 37.8 | .402 | .357 | .810 | 5.6  | 3.8 | 1.4 | 0.4 | 18.4 |
| 2006     | Хјустом Кометс   | 2  | 2  | 31.0 | .389 | .167 | .875 | 2.5  | 1.5 | 1.0 | 1.0 | 11.0 |
| 2008     | Ситл Сторм       | 3  | 2  | 24.0 | .320 | .200 | .889 | 3.3  | 1.0 | 2.0 | 0.0 | 18.7 |
| Каријера | 9 година, 2 тима | 35 | 32 | 34.3 | .406 | .293 | .861 | 5.5  | 3.1 | 2.0 | 0.5 | 15.5 |